# Вологодская губерния
Волого́дская губе́рния — губерния в составе Российской империи, Российской республики, РСФСР и СССР. Существовала в 1796—1918 и 1919—1929 годах.

## География
Располагалась на севере Европейской части России и по величине уступала в Европейской России только Архангельской губернии.
Территория Вологодской губернии в древности была заселена финно-угорскими племенами, в XII веке сюда проникают новгородцы, основывают города (Вологду, Устюг и др.) и распространяют христианство (св. Стефан Пермский — просветитель зырян). С падением Новгородской республики эти земли перешли к Москве.

## История
Вплоть до постройки Петербурга, Вологда, находясь в водной связке с Архангельском, играла огромное значение во внешней торговле России, главным образом с Англией. Стратегическое расположение Вологды стало одной из причин строительства каменной крепости в Вологде по указу Ивана Грозного.
Воеводами Вологды были видные бояре: Сабуровы, Морозовы и другие. Боярская дочь Соломония Сабурова была первой, бесплодной женой Василия III, отца Ивана Грозного.
В 1780 году из трёх провинций Архангелогородской губернии: Вологодской, Архангельской, Великоустюгской — было учреждено Вологодское наместничество, а Вологда стала административным центром Вологодской провинции и Вологодского наместничества. В 1784 году Архангельское наместничество было выделено из состава Вологодского наместничества.
7 декабря 1796 года император Павел I упразднил вологодскую межевую контору, которая, согласно докладу главного директора межевой канцелярии Матвея Дмитриева-Мамонова, вместе со псковской «почти находятся праздны, и без всякого дела». Упразднение вологодской межевой конторы сэкономило казне 29 тысяч рублей.
12 декабря 1796 года император Павел I издал указ «О новом разделении Государства на губернии», на основании которого, в частности, была учреждена Вологодская губерния как самостоятельная административная единица, а Вологда стала её административным центром. Согласно утверждённому в 1800 году расписанию штатов, при губернаторе работали два советника, а также, среди прочего, один вице-губернатор, губернские прокурор, землемер и архитектор, также полагалась должность губернского механика, которую было разрешено не замещать.
В 1799—1808 годах в должности губернского прокурора работал учёный-химик Тертий Борноволоков, в 1808—1812 — поэт и переводчик Николай Остолопов. В 1814—1819 годах, кроме того, Остолопов был вице-губернатором.
6 августа 1864 года на территориях Вологодской губернии и 11 центральных губерний Российской империи был образован Московский военный округ.
В 1872 году был построен участок железной дороги Данилов-Вологда. В 1898 году было завершено строительство железной дороги Вологда-Архангельск. В 1906 году вступила в эксплуатацию линия Череповец-Вологда-Вятка. Таким образом, на рубеже XIX—XX веков на территории губернии сформировался крупный железнодорожный узел — станция Вологда.
В апреле 1918 года восемь северо-западных губерний — Петроградская, Новгородская, Псковская, Олонецкая, Архангельская, Вологодская, Череповецкая и Северодвинская — были объединены в Союз коммун Северной области, который уже в 1919 году был упразднён.

## Административное деление
С 1796 года по 1918 год губерния делилась на 10 уездов:
| № п/п | Уезд            | Уездный город               | Герб уездного города | Площадь, кв.вёрст | Население, чел. |
| ----- | --------------- | --------------------------- | -------------------- | ----------------- | --------------- |
| 1     | Вельский        | Вельск (1 497 чел.)         |                      | 21 251,5          | 101 912 (1890)  |
| 2     | Вологодский     | Вологда (17 391 чел.)       |                      | 5 506,1           | 155 158 (1885)  |
| 3     | Грязовецкий     | Грязовец (2 301 чел.)       |                      | 6 901,1           | 98 829 (1885)   |
| 4     | Кадниковский    | Кадников (1 420 чел.)       |                      | 15 249,5          | 188 343 (1894)  |
| 5     | Никольский      | Никольск (2 061 чел.)       |                      | 32 401,3          | 192 349 (1896)  |
| 6     | Сольвычегодский | Сольвычегодск (1 710 чел.)  |                      | 37 276,0          | 120 332 (1897)  |
| 7     | Тотемский       | Тотьма (4 947 чел.)         |                      | 20 508,0          | 142 682 (1897)  |
| 8     | Усть-Сысольский | Усть-Сысольск (4 464 чел.)  |                      | 148 775,0         | 144 350 (1897)  |
| 9     | Устюжский       | Великий Устюг (11 137 чел.) |                      | 14 912,0          | 144 346 (1897)  |
| 10    | Яренский        | Яренск (993 чел.)           |                      | 51 000,0          | 46 825 (1897)   |

### Заштатные города
| № | Город       | Население (1897) | Входил в             | Герб |
| - | ----------- | ---------------- | -------------------- | ---- |
| 1 | Красноборск | 671 чел.         | Сольвычегодский уезд |      |
| 2 | Лальск      | 1100 чел.        | Устюжский уезд       |      |

### История административного деления
Городов насчитывалось 12: губернский 1, уездных 9 и заштатных 2.
В 1918 году Великоустюгский, Никольский, Сольвычегодский, Усть-Сысольский и Яренский уезды отошли к новой Северо-Двинской губернии. 30 апреля 1919 года в Вологодскую губернию был передан Каргопольский уезд Олонецкой губернии. Декретом ВЦИК от 18 сентября 1922 года Тихманьгская, Ухотская и Шильдская волости Вытегорского уезда и Боярская, Бережно-Дубровская, Красновская, Почезерская, Карякинская и Захаровская волости Пудожского уезда были перечислены в Каргопольский уезд Вологодской губернии.
В ноябре 1923 года был образован Свердловско-Сухонский район, в который вошли Архангельская, Боровецкая и Оларевская волости Вологодского уезда и заводские посёлки Сокол, Печаткино, Малютино. В 1924 году к нему были присоединены Грибцовская и Кокошиловская волости Кадниковского уезда. Образование района не было утверждено ВЦИК, и в 1928 году он вошёл в Кадниковский уезд под названием Свердловской волости.
По постановлению ВЦИК от 7 августа 1924 г. Грязовецкий уезд был присоединён к Вологодскому.
14 января 1929 года Вологодская губерния и все её уезды были упразднены. Большая часть территории губернии вошла в состав Вологодского округа, а Каргопольский уезд и большая часть Вельского уезда вошли в состав Няндомского округа Северного края.

## Демография
К началу XX века территория губернии составляла примерно 402 112 км², а численность населения — 1 493 200 человек. По данным переписи 1897 года, 91,2 % населения были русскими, 8,6 % — коми. Грамотных насчитывалось 19,1 %.
Национальный состав в 1897 году:
| Уезд                  | русские | коми   |
| --------------------- | ------- | ------ |
| Губерния в целом      | 91,2 %  | 8,6 %  |
| Велико-Устюгский уезд | 99,8 %  | …      |
| Вельский уезд         | 99,9 %  | …      |
| Вологодский уезд      | 99,4 %  | …      |
| Грязовецкий уезд      | 99,9 %  | …      |
| Кадниковский уезд     | 99,4 %  | …      |
| Никольский уезд       | 99,9 %  | …      |
| Сольвычегодский уезд  | 99,9 %  | …      |
| Тотемский уезд        | 99,9 %  | …      |
| Усть-Сысольский уезд  | 7,6 %   | 92,3 % |
| Яренский уезд         | 30,9 %  | 68,9 % |

Площадь губернии в 1912 году — 353349 кв. вёрст).
Площадь губернии в 1926 году — 112381 км²).
| 1890      | 1897       | 1912       | 1926       |
| --------- | ---------- | ---------- | ---------- |
| 1 242 798 | ↗1 341 785 | ↗1 649 900 | ↘1 053 832 |

### Дворянские роды
- Воробьёвы
- Кафтыревы
- Юковские
- Зубовы

## Руководство губернии

### Генерал-губернаторы
| Ф. И. О.                   | Титул, чин, звание              | Время замещения должности |
| -------------------------- | ------------------------------- | ------------------------- |
| Мельгунов Алексей Петрович | действительный тайный советник  | 25.01.1780—02.07.1788     |
| Кашкин Евгений Петрович    | генерал-поручик (генерал-аншеф) | 13.07.1788—02.09.1793     |
| Лопухин Пётр Васильевич    | тайный советник                 | 02.09.1793—17.12.1796     |

### Правители наместничества
| Ф. И. О.                    | Титул, чин, звание                | Время замещения должности |
| --------------------------- | --------------------------------- | ------------------------- |
| Макаров Григорий Дмитриевич | генерал-майор                     | 25.01.1780—02.07.1784     |
| Мезенцов Пётр Фёдорович     | генерал-поручик                   | 1784—1792                 |
| Шетнев Николай Дмитриевич   | генерал-поручик (тайный советник) | 1793—14.12.1798           |

### Губернаторы
| Ф. И. О.                             | Титул, чин, звание                                      | Время замещения должности |
| ------------------------------------ | ------------------------------------------------------- | ------------------------- |
| Норман Фёдор Карлович                | статский советник                                       | 14.12.1798—09.02.1800     |
| Путинцов, Василий Петрович           | действительный статский советник                        | 09.02.1800—09.06.1800     |
| Лисаневич Василий Иванович           | действительный статский советник                        | 09.06.1800—21.06.1800     |
| Горяинов Алексей Алексеевич          | действительный статский советник                        | 21.06.1800—1806           |
| Линеман Карл Иванович                | тайный советник                                         | 1806— 23.10.1809          |
| Воейков Василий Иванович             | действительный статский советник                        | 23.10.1809—10.12.1810     |
| Барш Николай Иванович                | действительный статский советник                        | 10.12.1810—1813           |
| Винтер Иван Иванович                 | действительный статский советник                        | 1814—1818                 |
| Попов Иван Иванович                  | действительный статский советник                        | 1818—1821                 |
| Брусилов Николай Петрович            | действительный статский советник                        | 07.07.1821—19.02.1834     |
| Кузьмин Степан Иванович              | действительный статский советник                        | 21.02.1834—16.02.1836     |
| Бологовский Дмитрий Николаевич       | генерал-лейтенант                                       | 20.02.1836—30.12.1840     |
| Волховский Степан Григорьевич        | тайный советник                                         | 06.01.1841—20.12.1850     |
| Романус Иван Васильевич              | генерал-майор, и. д. (утверждён 02.06.1853)             | 03.12.1851—13.08.1854     |
| Стоинский Филипп Семёнович           | действительный статский советник                        | 13.08.1854—03.04.1860     |
| Пфеллер Владимир Филиппович          | действительный статский советник                        | 03.04.1860—01.09.1861     |
| Хоминский Станислав Фаддеевич        | Свиты Его Величества, генерал-майор (генерал-лейтенант) | 19.09.1861—21.07.1878     |
| Дараган Михаил Петрович              | действительный статский советник                        | 30.07.1878—30.11.1879     |
| Черкасов Леонид Иванович             | генерал-майор, и. д.                                    | 10.02.1880—28.04.1882     |
| Мосолов Александр Николаевич         | действительный статский советник, камергер              | 09.06.1882—03.12.1882     |
| Кормилицын Михаил Николаевич         | действительный статский советник                        | 03.12.1882—21.03.1892     |
| Коленко Владимир Захарович           | в звании камергера, действительный статский советник    | 26.03.1892—20.12.1894     |
| Дунин-Барковский Иосиф Яковлевич     | действительный статский советник                        | 20.12.1894—25.04.1898     |
| Мусин-Пушкин Александр Александрович | граф, в звании камергера, статский советник             | 25.04.1898—08.05.1900     |
| Князев Леонид Михайлович             | действительный статский советник                        | 29.01.1901—06.07.1902     |
| Лодыженский Александр Александрович  | действительный статский советник                        | 20.09.1902—02.06.1906     |
| Хвостов Алексей Николаевич           | статский советник                                       | 02.06.1906—23.08.1910     |
| Шрамченко Михаил Николаевич          | действительный статский советник                        | 23.08.1910—1913           |
| Бологовский Яков Дмитриевич          | действительный статский советник                        | 1913—1914                 |
| Лопухин Виктор Александрович         | действительный статский советник                        | 1914—1915                 |
| Страхов Владимир Митрофанович        | действительный статский советник                        | 1915—1916                 |
| Арапов Александр Викторович          | статский советник                                       | 13.12.1916—03.1917        |

### Губернские предводители дворянства
| Ф. И. О.                        | Титул, чин, звание                                                                | Время замещения должности |
| ------------------------------- | --------------------------------------------------------------------------------- | ------------------------- |
| Олешев Алексей Васильевич       | действительный статский советник                                                  | 1784—1787                 |
| Рындин Кирилл Степанович        | коллежский советник                                                               | 1787—1792                 |
| Волков Платон Степанович        | надворный советник                                                                | 1792—1799                 |
| Еропкин Василий Иванович        | коллежский советник                                                               | 1799—1802                 |
| Барш Николай Иванович           | капитан-командор                                                                  | 1802—1807                 |
| Левашов Николай Степанович      | коллежский советник                                                               | 1807—1808                 |
| Рязанов Фёдор Дмитриевич        | коллежский советник                                                               | 1808—1811                 |
| Чернявский Пётр Яковлевич       | бригадир                                                                          | 1811—1814                 |
| Брянчанинов Иван Афанасьевич    | корнет                                                                            | 1814—1817                 |
| Цорн Павел Иванович             | генерал-майор                                                                     | 1817—1819                 |
| Брянчанинов Николай Иванович    | штабс-капитан                                                                     | 01.01.1820—16.01.1826     |
| Левашов Александр Николаевич    | статский советник                                                                 | 16.01.1826—21.06.1832     |
| Волоцкий Владимир Алексеевич    | надворный советник                                                                | 21.06.1832—11.02.1835     |
| Брянчанинов Николай Иванович    | штабс-капитан                                                                     | 11.02.1835—15.10.1849     |
| Баграков Николай Васильевич     | коллежский асессор, и. д.                                                         | 15.10.1849—18.01.1850     |
| Межаков Павел Александрович     | статский советник                                                                 | 31.01.1850—12.11.1856     |
| Баграков Николай Васильевич     | коллежский асессор                                                                | 1857—1860                 |
| Челыщев Степан Николаевич       | флигель-лейтенант                                                                 | 19.02.1860—21.12.1862     |
| Шарыгин Николай Тихонович       | отставной генерал-майор                                                           | 05.04.1863—10.01.1867     |
| Дружинин Михаил Алексеевич      | титулярный советник, и. д. (статский советник) (утверждён 01.01.1876)             | 10.01.1867—16.03.1878     |
| Волоцкой Дмитрий Владимирович   | отставной подпоручик                                                              | 30.10.1878—31.01.1892     |
| Касаткин Владимир Александрович | коллежский секретарь, и. д.                                                       | 31.01.1892—04.05.1893     |
| Волков Александр Александрович  | тайный советник                                                                   | 04.05.1893—14.12.1893     |
| Касаткин Владимир Александрович | статский советник, и. д. (утверждён 12.04.1896), действительный статский советник | 31.12.1893—12.04.1900     |
| Эндауров Алексей Иванович       | коллежский секретарь                                                              | 03.09.1901—01.02.1903     |
| Андреев Николай Николаевич      | надворный советник (статский советник)                                            | 01.02.1903—1908           |
| Неелов Александр Николаевич     | действительный статский советник                                                  | 1908—1917                 |

### Вице-губернаторы
| Ф. И. О.                              | Титул, чин, звание                                                  | Время замещения должности |
| ------------------------------------- | ------------------------------------------------------------------- | ------------------------- |
| Изгоев Пётр Андреевич                 | статский советник (действительный статский советник)                | 1780—1792                 |
| Воейков Павел Иванович                | бригадир                                                            | 1792—1796                 |
| Толстой                               | граф, коллежский советник (статский советник)                       | 16.04.1797—11.04.1800     |
| Тернер Андрей Андреевич               | действительный статский советник                                    | 12.05.1800—15.06.1804     |
| Чемесов Николай Ефимович              | действительный статский советник                                    | 1804—1805                 |
| Муханов Даниил Никитович              | статский советник (действительный статский советник)                | 1807—1814                 |
| Остолопов Николай Фёдорович           | коллежский советник                                                 | 1814—1818                 |
| Голубцов Евграф Никифорович           | коллежский советник                                                 | 1818—1821                 |
| Палибин Алексей Никифорович           | коллежский советник                                                 | 1821—1822                 |
| Мандрыка Андрей Яковлевич             | коллежский советник                                                 | 23.06.1822—09.05.1824     |
| Дубецкий Григорий Петрович            | надворный советник, и. д.                                           | 09.05.1824—11.07.1826     |
| Татаринов Фёдор Иванович              | статский советник                                                   | 11.07.1826—15.01.1832     |
| Ножев Николай Васильевич              | статский советник                                                   | 15.01.1832—01.01.1838     |
| Кусовников Михаил Михаилович          | статский советник                                                   | 27.03.1838—01.03.1842     |
| Егоров Константин Егорович            | надворный советник                                                  | 30.03.1842—23.10.1844     |
| Замятнин Пётр Александрович           | статский советник (действительный статский советник)                | 14.12.1844—24.11.1855     |
| Пейкер Иван Иванович                  | надворный советник, и. д. (утверждён 01.01.1859), статский советник | 14.12.1855—30.03.1862     |
| Лавров Николай Васильевич             | статский советник                                                   | 30.03.1862—29.11.1864     |
| Кониар Модест Маврикиевич             | действительный статский советник                                    | 01.01.1865—19.05.1880     |
| Лаппа-Старженецкий Александр Павлович | надворный советник (действительный статский советник)               | 25.08.1880—29.01.1901     |
| Муравьёв Николай Леонидович           | граф, коллежский советник                                           | 06.02.1901—16.12.1902     |
| Иславин Михаил Владимирович           | статский советник                                                   | 16.12.1902—28.09.1905     |
| Жедринский Иван Александрович         | коллежский советник                                                 | 28.09.1905—17.06.1906     |
| Мономахов Николай Владимирович        | статский советник                                                   | 17.06.1906—06.07.1910     |
| Ненароков Николай Васильевич          | статский советник                                                   | 06.07.1910—09.03.1912     |
| Фукс Владимир Эдуардович              | действительный статский советник                                    | 09.03.1912—1915           |
| Ведров Пётр Владимирович              | статский советник                                                   | 1915—1917                 |

## Председатели губернского (исполнительного) комитета
- Кудрявый, Виктор Андреевич — 1.03.1917 — 12.1917
- Мальцев, Александр Васильевич — 18.12.1917 — 01.1918
- Элиава, Шалва Зурабович — 23.01.1918 — 03.1918
- Ветошкин, Михаил Кузьмич — 03.1918 — 14.01.1920
- Березин, Дмитрий Ефимович — 1923—1925
- Маслов, Федор Кузьмич — 1925—1927
- Низовцев, Николай Феодосиевич — 1927—1929
- Стацевич, Георгий Михайлович — 19.04.1929 — 08.1929